# 아시카가 장군가

아시카가씨의 가몬

아시카가 쇼군가(일본어: 足利将軍家 あしかがしょうぐんけ[*])는 아시카가씨의 소료가 (종가) 중, 특히 아시카가 타카우지 이후로, 대대로 무로마치 막부의 쇼군직을 세습한 일가 (군사귀족)이다. 초대 타카우지 다음으로 2대인 적남 요시아키라가 이었고, 3대 아시카가 요시미츠를 거켜 15대 요시아키까지 이어진다. 2대 요시아키라 이후, 역대 쇼군들은 휘에서 요시(義)를 돌림자로 쓴다.

## 아시카가 쇼군가의 성립 과정
아시카가씨의 본성은 겐지이며, 세이와 겐지의 일가계인 카와치 겐지의 적류인 무가의 명문이다. 그 계보를 살펴보면, 겐지의 시조 츠네모토 이래, 미츠나카, 요리노부, 요리요시, 그리고 이름 높은 하치만타로 미나모토노 요시이에가에 이르기까지 5대에 걸쳐, 무가의 영예인 친쥬후쇼군을 맡아, 국내 병란을 평정, 조정의 신망을 얻음과 동시에, 아즈마국을 거점으로 무가의 동량으로써의 명성을 얻었다. 요시쿠니의 차남인 요시야스가 시모츠케국 아시카가 장원에 살았고, 아시카가씨가 흥하게 되었다.
가마쿠라 시대, 아시카가 요시카네는 미나모토노 요리토모와 먼 친척의 동족이었으며, 아버지가 요리토모의 아버지 요시토모와 얕지 않은 인연이 있었던 점, 요리토모의 미다이도코로 호죠 마사코의 여동생 (호죠 토키코)를 정실로 삼은 적도 있어, 막부의 신망을 얻어 문엽으로서 대접받았다. 겐지 쇼군이 3대 미나모토노 사네토모 대에 멸망하자, 겐지의 적류로써 무가의 존경을 받았지만, 막부 정치를 좌지우지했던 싯켄 호죠씨로부터 경계심을 받은 것으로 보이며, 때로는 일문으로부터 처벌받는 자를 내면서도, 대대로 당주가 호죠씨와의 친척 관계를 맺고 있던 적도 있어, 다른 문엽과 명족이 숙청되어 가는 동안 묘세키를 계속 유지했다.
소령도 시모츠케, 무츠, 미카와, 탄바 등 서쪽에 걸쳐있고, 지족은 수십개에 이르는 유력 고케닌이었다. 고다이고 천황의 토막거병이 밝혀진 후에는, 당초 막부군으로 교토로 진격하였으나, 탄바에서 가마쿠라 막부의 추토 선지를 받들어, 아시카가 타카우지가 조정 쪽으로 돌아서, 고다이고 천황의 겐무 신정에 공헌하였다.
그러나, 공가 일당의 지배 확립을 목표로 하는 고다이고 천황의 정치가 여러 혼란을 일으키고, 무가의 불만이 쌓이자, 타카우지는 고다이고 천황의 황통과는 숙적에 해당하는 지묘인통의 고곤 상황의 원선을 받아, 북조를 수립하고, 자신은 세이타이쇼군에 임명되었다. 그리하여, 아시카가 종가를 쇼군가로 하여 새로운 무가 정권이 성립하게 되었다.

## 무로마치도노
아시카가 쇼군은 처음에는 가마쿠라 막부의 계승자로서, "가마쿠라도노"라고 불렸던 시기도 있었지만, 아시카가 요시미츠가 교토의 무로마치도오리 (현존함)를 따라 쇼군의 저택을 꾸몄고, 그래서 쇼군의 저택 및 쇼군 그 자체를 "무로마치도노"라 부르게 되어, 후의 무로마치 막부라는 말의 유래가 되었다 (하나노고쇼).
다만, 무로마치도노는 쇼군인 경우가 많지만, 그렇지 않은 경우도 있다. 아시카가 요시미츠는 1394년 (오에이 원년)에 쇼군직을 당시 9살의 적남 아시카가 요시모치에게 물려주었지만, 무로마치도노로써 보유하고 있는 슈고의 임명권은 1408년 (오에이 15년)에 죽을 때까지 놓지 않았다. 요시모치 역시 1425년 (오에이 32년)에 쇼군직을 적남 아시카가 요시카즈에게 물려주었으나, 무로마치도노로써 정무를 계속 맡았다.

## 공가로써의 아시카가 쇼군가
아시카가 요시미츠의 시대가 되자, 아시카가 쇼군가 (무로마치도노)는 조정 내에서도 그 위상을 높여 결국, 태정대신까지 올라 공가 사회의 정점에 섰다. 다음 대의 요시모치 이후에도 일부 수정은 있었지만, 아시카가 쇼군가는 공경으로 승진해, 오닌의 난까지는 대신으로까지 승진 가능한 섭가ㆍ청화가급의 가격이 되었다. 이 때문에, 아시카가 쇼군가도 섭관가나 청화가와 마찬가지로, 중하급 공가, 특히 쇼군가와 혼인 관계를 맺은 히노류나 실무에 능한 카쥬지류 공가 등을 자신의 가사로 삼아 가정을 보좌하게 하는 등 공가 사회의 유력한 일원이 되었다.
오닌의 난 후에, 막부의 쇠퇴가 시작되자, 조정과의 관계에 변화가 생겼다. 메이오 정변 이후에 쇼군가가 사실상 분열되고, 막부에서 조정의 재정 원조도 바랄 수 없게 되자, 조정은 어느 진영에서도 정식 신청과 방문 (필요 경비의 헌상)이 있으면, 임관 신청을 허용하는 일종의 기계적 처리를 함으로써, 쇼군가의 내분이 조정에 영향을 주는 것을 피하고자 했다.
그런데, 아시카가 쇼군가의 요시타네계 (아시카가 요시타네 - 아시카가 요시츠나 - 아시카가 요시히데)와 요시즈미계 (아시카가 요시즈미 - 아시카가 요시하루 - 아시카가 요시테루ㆍ요시아키 형제)로의 분열은 섭관가에게도 영향을 미쳤다. 코노에가가 딸을 요시하루ㆍ요시테루의 정실로 하여 연계를 심화 시켰고, 이에 대항하여 쿠죠가가 요시타네계와 연을 맺었기 때문이다. 그 결과, 「요시타네계 쇼군가ㆍ쿠죠류 섭관가 (쿠죠가ㆍ니죠가ㆍ이치죠가)」 대 「요시즈미계 쇼군가ㆍ코노에류 섭관가 (코노에가ㆍ타카츠카사가)」라는 정치 대립 구도가 성립되었다. 이 때문에, 요시즈미계 쇼군가가 힘을 가지고 있을 때는, 쿠죠류는 섭관의 해임이나, 지방으로의 하향을 피할 수 없게 되었고, 반대로 요시즈미계 쇼군가가 교토에서 쭂겨났을 때에는, 코노에류가 힘을 잃어 코노에가가 요시즈미계를 수행해 지방으로 하향하는 상황이 되었다 (타카츠카사가는 센고쿠 시대 중기에 일시 단절되었었다).
이 후, 에이로쿠의 변이 발생하자, 코노에 사키히사는 코노에가의 피를 이어 받은 요시테루가 살해되었음에도 불구하고, 대립해 온 아시카가 요시히데에 대한 지지로 기울었고, 니죠 하루요시가 그에 대항하기 위해, 요시테루의 동생 요시아키의 지지로 전환했다. 그 결과, 요시아키가 오다 노부나가의 지지를 받아 상락하자, 코노에 사키히사는 관백의 지위를 잃고 망명할 수 밖에 없었고, 대신 니죠 하루요시가 관백의 자리를 맡게되었고, 망명하고 있던 쿠죠 타네미치가 교토로 귀환했다.
그 후, 요시아키는 노부나가에게 추방되고, 무로마치 막부는 사실상 멸망하고, 아시카가 쇼군가는 실체를 상실하지만, 섭관가의 싸움은 이후의 관백상론으로 이어지게 된다.

## 아시카가 쇼군가의 형제
아시카가 쇼군가의 렌시(형제)로 대표적인 존재로는 가마쿠라 공방가를 들 수 있는데, 무로마치 시대 전기 단계에서 무로마치 막부가 공식적으로 인정한 고렌시는 아시카가 요시미츠의 동생인 미츠아키라의 계통과, 아들 요시츠구의 계통 뿐이었다. 그 중, 미츠아키라의 아들들은 모두 출가해버렸고, 요시츠구는 형 요시모치에게 멸망해버렸기 때문에, 이른 시기에 고렌시는 단절되고 말았다 (쿠라타니쿠보는 요시츠구의 후손이라고 하지만, 사실은 사와씨의 일족이었다). 아시카가 요시카즈가 죽은 후에는 승려가 되어있던 요시모치의 동생 (기엔 → 요시노리)을 환속시켜, 고렌시로서 계승시킴으로써, 아시카가 쇼군가가 단절의 위험에서 멀어지게 되었다. 고잇카 창설 배경의 하나로써, 이러한 고렌시의 단절이 있었다고 여겨진다.

### 가마쿠라쿠보가
타카우지의 4남 모토우지는 가마쿠라 공방이 되어 간토 지방으로 햐향하여, 가마쿠라 공방 아시카가가를 일으켰다. 이 집안은 후에 코가 공방이라고 칭한다. 역대 쿠보는 휘에서 우지(氏) 글자를 돌림자로 하여, 당시 쇼군의 편휘를 사용했다. 단 아래와 같은 예외도 있었다.
- 3대 가마쿠라 공방 아시카가 미츠카네는 아버지 우지미츠와 포개지기 위해, 쇼군 아시카가 요시미츠의 편휘를 사용했다.
- 4대 가마쿠라 공방 아시카가 모치우지의 적남 아시카가 요시히사는, 아버지 모치우지가 쇼군 아시카가 요시노리에 대한 대항 의식에서 요시노리의 편휘를 피했다.
- 2대 코가 공방 아시카가 마사우지는 공방 계승 시점에서 쇼군이 없었기 때문에, 전 쇼군 아시카가 요시마사의 편휘를 받아 사용했다.
- 3대 코가 공방 아시카가 타카모토는 처음에는 11대 쇼군 아시카가 요시즈미 (옛 이름 : 요시타카)로부터 편휘를 받아, "타카우지"라고 이름을 올렸으나, 초대 쇼군 아시카가 타카우지와의 초명과 겹치기 때문에, 나중에 모토우지의 편휘를 따라 "타카모토"라고 개명했다.
- 5대 코가 공방 아시카가 요시우지는 13대 쇼군 아시카가 요시테루 (옛 이름 : 요시후지)로부터 쇼군가의 돌림자인 요시(義)를 편휘로 받았다. 이는 적남이 이복형 아시카가 후지우지로부터 교체된 사정과 관계한다고 여겨진다.

또, 6대 쇼군 요시노리의 아들 마사토모는 신임 가마쿠라 공방으로 간토에 하향했지만, 혼란스러웠던 가마쿠라에 들어가지 못하고, 이즈에 자리를 잡아 호리고에 공방을 칭했다. 후에 호리고에 공방은 아들 챠챠마루가 호죠 소운에게 멸망당해 2대에 끊어졌지만, 챠챠마루의 동생 요시즈미가 쇼군가를 이었기 때문에, 11대 요시즈미부터 15대 요시아키까지의 무로마치 쇼군은 모두 호리고에 공방가의 혈통이 되었다.
2대 코가 공방 아시카가 마사우지의 아들 요시아키는, 형 타카모토와의 대립으로, 시모우사국에서 오유미 공방을 칭하며 자립했지만, 호죠 우지츠나에 의해 멸망했다. 그러나, 사토미씨의 보호를 받고 있었던 요시아키의 후손인 아시카가 쿠니토모, 아시카가 요리우지가 도요토미 정권에 의해 거둬져, 키츠레가와씨를 칭하였다.
요시아키의 사후, 아시카가 쇼군가는 끊긴 듯 보이지만, 아와국에서는 아시카가 요시츠나의 자손이 에도 시대 말까지 히라지마로 성을 바꾸어 계속 되었다 (히라지마 공방) 외, 요시테루의 버려진 아이로 일컬어지는 오이케 요시타츠의 아들 니시야마 노리유키의 후손이 쿠마모토번사로, 요시아키의 아들로 여겨지는 잇시키 요시타카의 손자인 사카모토 요시아키의 후손이 아이즈번사로, 역시 요시아키의 아들로 알려진 나가야마 요시아리의 후손이 사츠마번사로 이어졌다.

### 고잇카
자세한 사항은 「고잇카」 참조 바람.
아시카가 쇼군가는 아시카가씨의 일문ㆍ서가를 고잇카슈로 무로마치 막부의 슈고ㆍ측근 혹은 먼 나라에 지행하는 사람으로 교토후치슈로 대우했다.
키라가와 이마가와가는 아시카가 종가를 잇는 자가 없었을 때의 계승자를 내는 집안이었다는 전승이 있으나, 실제로는 종가를 계승한 예는 없다. 또한, 고잇카 중에서도 시부카와가, 이시바시가 등은 쇼군가 렌시로서 높은 가격을 가졌다.
한편, 아시카가씨 일문 중 시바가의 격식은 별격이었다. 그러나, 시바가는 고잇카슈 대접을 받을 수 없었다. 이는 고잇카슈의 조직이 가마쿠라 공방가뿐만 아니라, 관령ㆍ슈고 다이묘로써 막부 안에서도 굴지의 입지를 확립한 시바가에 대한 견제를 목적으로 하고 있었기 때문이라고도 한다.

## 같이 보기
- 겐지 쇼군
- 무로마치 막부의 정이대장군
- 아시카가씨
- 타다 신사 (구 타다인)
- 토지인
- 후쿠카이지
- 아시카가 목상효수사건
- 고나이쇼
- 호네바미토시로 - 아시카가 쇼군가의 나기나타
- 오오쿠사류 호쵸도